# Менендес, Марио
Марио Менендес (исп. Mario Menéndez; 3 апреля 1930 — 18 сентября 2015) — отставной бригадный генерал Вооружённых сил Аргентины.

## Биография
В родословной Марио Менендеса были военнослужащие. Два его дяди, которых также звали Марио Менендес, были генералами. В 1951 году один из них участвовал в подготовке государственного переворота против Хуана Перона, а другой дядя участвовал в 1978 году в планировании государственного переворота против аргентинской военной хунты. Марио Менендес начал свою военную карьеру в звании кадета в Государственной военной академии (Colegio Militar de la Nación).
В 1981 году в звании полковника принял участие в операции «Независимость» по подавлению активности повстанцев Революционной армии народа в провинции Тукуман. В 1982 году стал генералом армии и его назначили командующим Первым армейским корпусом.

## Командующий в Фолклендской войне
7 апреля 1982 года Марио Менендес прибыл в Порт-Стэнли, административный центр Фолклендских островов, через несколько дней после начала военного наступления Аргентины в Фолклендской войне. 26 апреля 1982 года назначил себя военным губернатором Фолклендских островов, Южной Георгии и Южных Сандвичевых островов, а затем утвержден в этой должности правительством Аргентины.
14 июня 1982 года Марио Менендес провел по радио переговоры с президентом Аргентины Леопольдо Галтьери о дальнейших действиях в условиях неминуемого поражения. В этом разговоре Леопольдо Галтьери попытался перенести ответственность за продолжение военных действий на Марио Менендеса, заявив, что именно он несет ответственность за принятие решений. Марио Менендес после переговоров потерял уверенность в поддержке правительства Аргентины и в тот же день капитулировал перед Вооружёнными силами Великобритании. 27 июля 1982 года после окончания Фолклендской войны Марио Менендес был снят со всех своих военных должностей.

## Послевоенная деятельность
В октябре 1983 года и в последние несколько месяцев президентства Рейнальдо Биньоне Марио Менендес был арестован на 60 суток в качестве дисциплинарного наказания. Его мать Хильда Вильярино де Менендес заявила, что арест сына был вероятнее всего связан с публикацией книги о его опыте во время Фолклендской войны.
В 2009 году Марио Менендес сказал, что заявления о том, что 30 000 человек пропали без вести во время военной диктатуры в Аргентине, не соответствуют действительности. Он утверждал, что это выдуманное число. Марио Менендес не отрицал, что случаи исчезновения людей были, однако считал, что упомянутое количество пропавших сильно преувеличено и отрицал масштабный размах подобных деяний. Он также негативно отозвался о бывшем генерале вооружённых сил Аргентины Мартине Антонио Бальсе, который определил численность исчезнувших как 30 000 человек.

## Литературное произведение
- Malvinas: testimonio de su gobernador. Editorial Sudamericana, Buenos Aires 1983. ISBN 978-950-07-0170-9